# Agáta Hanychová
Agáta Hanychová (* 28. dubna 1985 Praha) je česká modelka, majitelka modelingové agentury, moderátorka, příležitostná herečka a účastnice televizní show Like House 2. Veřejně se prezentuje jako módní návrhářka. Má syna a dvě dcery. Jejím prvním manželem byl muzikant, herec a moderátor Jakub Prachař. Na konci roku 2023 si vzala bývalého hráče amerického fotbalu Miroslava Dopitu (otce svého syna Kryšpína).

## Studium
Vystudovala Střední odbornou školu umění a managementu – ŠUM Praha (obory fotografie, produkce, režie, kamera). V roce 2010 vystudovala také obor Tvůrčí fotografie na Slezské univerzitě v Opavě, kde získala titul BcA.

## Profesní a veřejné působení
V roce 2005 se stala II. vicemiss České republiky. V minulosti působila na Mezinárodní konzervatoři Praha. Dále působí jako fotografka pro časopis Story. V roce 2013 moderovala noční show 4. řady reality show VyVolení. V roce 2020 byla moderátorkou na Mall TV v pořadu Mall Boxing (společně s Natálií Kotkovou nebo Jitkou Nováčkovou).
Působila také jako tisková mluvčí nadace Prosaz, která se věnuje starším vozíčkářům. V roce 2009 nechala vydražit svou víkendovou společnost v internetové aukci pro charitativní účely na serveru www.blazniveaukce.cz pro nadaci Blesk Srdce dětem.

## Soukromý život
Narodila se do rodiny herečky Veroniky Žilkové a reklamního režiséra Jiřího Hanycha. Do vztahu s hráčem amerického fotbalu Miroslavem Dopitou se 3. srpna 2011 narodil syn Kryšpín. Po necelém půlroce od porodu nafotila nahé snímky do pánského magazínu Playboy (Slovensko), kde se objevila na titulní straně. V Mariánských Lázních se 20. dubna 2013 vdala za herce, moderátora a hudebníka Jakuba Prachaře. Do manželství se 13. září 2017 narodila dcera Mia. Rozvod následoval 18. září 2020. V září 2022, čtyři měsíce od začátku partnerského vztahu s podnikatelem a mediálním magnátem Jaromírem Soukupem, oznámila těhotenství. Dne 11. dubna 2023 přivedla Agáta na svět své třetí dítě, dceru Rozárii. V září 2023 uvedla, že se s Jaromírem Soukupem rozešli. Ještě na konci téhož roku, 29. prosince, se vdala za Miroslava Dopitu, otce svého syna Kryšpína.

## Filmografie

### Televizní seriály
- 1988 Druhý dech
- 2005 Bazén
- 2005 Ulice
- 2007 Trapasy
- 2008 Ošklivka Katka
- 2012 Obchoďák

### Filmy
- 1996 Zapomenuté světlo
- 2007 Crash Road
- 2012 Ženy, které nenávidí muže
- 2012 Školní výlet
- 2013 Babovřesky 2

### Hudební videoklipy
- 2010 Rytmus – Zlatokopky
- 2018 DeSade – Piju krev